# Wolfgang Junge
Wolfgang Junge (* 8. April 1940 in Berlin) ist ein deutscher Biophysiker.

## Leben
Wolfgang Junge studierte Physik an der  Technischen Universität Berlin. 1968 promovierte (Dr.-Ing.) und 1971 habilitierte er ebenfalls an der TU Berlin in Physikalischer Chemie. Von 1973 bis 1978 hatte er eine Professur für Physikalische und Biophysikalische Chemie an der TU Berlin inne. Junge war Gastdozent unter anderem an der Johnson Foundation/University of Pennsylvania, der University of Illinois at Urbana-Champaign und der Gulbenkian Foundation in Lissabon. Von 1979 bis 2007 war er ordentlicher Professor für Biophysik am Fachbereich Biologie/Chemie der Universität Osnabrück, danach Niedersachsenprofessor von 2009 bis 2015. Seine Forschungsschwerpunkte sind Photosynthese und Zellatmung, speziell die rotierende Mechanik der ATP-Synthase und die photosynthetische Wasseroxidation.
Junge ist Ehrendoktor der Freien Universität Berlin und der Technischen Universität Kaiserslautern. Er ist Mitglied zahlreicher wissenschaftlicher Gesellschaften und bekleidete verschiedene Funktionsstellen innerhalb der Universität Osnabrück (Dekan, Senator, SFB-Sprecher), in der deutschen wissenschaftlichen Gemeinschaft (u. a. bei der DFG, der Max-Planck-Gesellschaft und als Kurator der Volkswagenstiftung) und international (u. a. Vorstandsmitglied der IUPAB, Präsident der International Society of Photosynthesis Research).
Wolfgang Junge ist verheiratet und hat vier Kinder.

## Auszeichnungen
- 1970 Röntgen-Preis
- 1997 Niedersächsischer Staatspreis
- 1998 Bundesverdienstkreuz 1. Klasse
- 1998 Peter-Mitchell-Medal
- 1998 Boris-Rajewski-Preis
- 2012 Basic Research Life Time Achievement Award, Rebeiz-Foundation[1]
- 2015 Ehrendoktor, Fachbereich Physik, Freie Universität Berlin[2]
- 2019 Ehrendoktor, Fachbereich Biologie, Technische Universität Kaiserslautern[3]